# Delmængde
Indenfor matematik, og specielt indenfor mængdelæren, er en mængde A en delmængde af en mængde B hvis A er "indeholdt" i B (hvis alle elementer af A også er elementer af B). I symboler skriver vi {\displaystyle A\subseteq B}.
A er en ægte delmængde af B hvis og kun hvis A er en delmængde af B, og det samtidig er gældende at {\displaystyle A\neq B}. Dette symboliseres således: {\displaystyle A\subset B}. Dersom vi har tre mængder, A, B og C, som vist nedenfor, vil følgende udsagn være sande:
- {\displaystyle A=\{a,b,c\}\quad B=\{a,b,c,d\}\quad C=\{b,c,d\}}

- {\displaystyle A\subseteq B}

- {\displaystyle B\subseteq B}

- {\displaystyle A\subset B}

- {\displaystyle C\subset B}

- {\displaystyle A\not \subseteq C}

- {\displaystyle C\not \subseteq A}